# Abdon Estellita Lins
Abdon Estellita Lins (1 de dezembro de 1894 – 1 de setembro de 1972) foi um médico brasileiro.
Foi eleito membro da Academia Nacional de Medicina em 1934, ocupando a Cadeira 83, que tem Vital Brazil como patrono.